# ソロモン・オコロンコ
ソロモン・オコロンコ（Solomon Okoronkwo, 1987年3月2日 - ）は、ナイジェリア・エヌグ州エヌグ出身の元ナイジェリア代表サッカー選手。ポジションはフォワード。

## 来歴
2005年にベナンで開催されたアフリカユース選手権、2008年の北京オリンピックにナイジェリア代表のメンバーとして参加した。

## 代表歴
- ナイジェリア代表 2007-2011
  - 2008年 北京オリンピック (準優勝)